# Steve Sidwell
Steven James „Steve“ Sidwell (* 14. Dezember 1982 in Wandsworth) ist ein ehemaliger englischer Fußballspieler.

## Leben und Karriere
Sidwell begann seine Karriere in der Jugendmannschaft des FC Arsenal in London. Bei den „Gunners“ war er von 1999 bis 2003 unter Vertrag und gewann zweimal den FA Youth Cup (2000 und 2001). Während seiner Zeit bei Arsenal wurde er außerdem an drei verschiedene Klubs verliehen, und zwar an FC Brentford (2001–2002), KSK Beveren (2002) und Brighton & Hove Albion (2002–2003). Im Januar 2003 wechselte der Mittelfeldspieler zum FC Reading und schaffte im Jahr 2006 den Aufstieg in die höchste englische Spielklasse. Nach einem Jahr in der Premier League mit den FC Reading und sehr guten Leistungen wechselte er im Jahr 2007 ablösefrei zum FC Chelsea.
Nach nur einem Jahr verließ Sidwell den Verein aus London wieder. Er schloss sich stattdessen vor Beginn der Saison 2008/09 Aston Villa in Birmingham an. Im Wintertransferfenster 2010/11 unterzeichnete er für eine ungenannte Summe beim Londoner Club Fulham FC. Am 9. Juni 2014 gab Stoke City bekannt, dass Sidwell einen Zweijahresvertrag unterzeichnet hat, der am 1. Juli in Kraft tritt. Da der Vertrag bei den Cottagers ausgelaufen ist, müssen die Potters keine Ablösesumme zahlen.

### Erfolge
- 2 × Sieger im FA Youth Cup mit dem FC Arsenal (2000, 2001)
- Aufsteiger 2006 in die höchste englische Spielklasse mit dem FC Reading